# La Caixa Fosca
La Caixa Fosca va ser un grup musical català format el 1999 al barri de Sants de Barcelona. Va ser el resultat d'una reestructuració de la banda Gelocatas, creada el 1996.
La Caixa Fosca va realitzar un primer CD-maqueta Fet dels colors de la llum (autoeditat, 2001), del qual se'n van editar mil còpies. Aquest treball els va dur a les semifinals de la primera edició del Sona9. La promoció d'aquest disc va ser força eficient, ja que Fet dels colors de la llum es va trobar a quasi una tercera part de les emissores del Principat.
Aquest èxit i la bona crítica rebuda els van portar a signar un contracte discogràfic amb Discmedi amb qui van editar el primer disc oficial, de títol homònim, La Caixa Fosca (2002). Per aquest àlbum el grup va incorporar un nou guitarrista i nou teclista/ S'hi van recuperar sis cançons de la maqueta. Fou produït per Pemi Rovirosa i fou el segon grup més votat en la categoria de grup revelació dels Premis de la revista Enderrock. El segon i últim disc que van treure al mercat va ser Reevolució (2004). Pemi Rovirosa va rebre el Premi Joan Trayter 2005 per la tasca a la millor producció i direcció musical en aquesta obra.
Els components del grup eren Rubén Pastor, veu i guitarra; Sito Ibáñez, baix i veus; Edu Carmona, guitarra i veus; Ignasi Centelles, teclats i maquinetes i Carles Badal, bateria 
La Caixa Fosca finalment es va dissoldre el març de 2007.

## Discografia[5]
- Fet dels colors de la llum (autoeditat, 2001)
- La Caixa Fosca (Discmedi 2002)
- Reevolució (Discmedi 2004)